# Het Witte Paard (Blankenberge)
Het Witte Paard is een revuetempel, theater en evenementlocatie in de Belgische kustplaats Blankenberge. Het is vooral bekend om zijn WP The Dinnershows, variétéoptredens, concerten en comedyshows.

## Geschiedenis
Het Witte Paard werd door Louis Smets in 1936 opgericht en heeft een lange geschiedenis van muziek en amusement. Door de jaren heen heeft het theater talloze bekende artiesten en acts verwelkomd. Het heeft daardoor een reputatie opgebouwd als een van de toonaangevende locaties voor live entertainment aan de Belgische kust.
Louis Smets ligt aan de basis van het familiebedrijf Het Witte Paard. Hij had in Antwerpen een danszaal, Oud Antwerpen, waar hij bier tapte in soepkommen omdat hij aanvankelijk geen geld had voor glazen. Toen hij genoeg verdiend had, was het een hype geworden en bleef hij die kommen gebruiken. In 1933 verkocht hij zijn zaak om naar Amerika te verhuizen. Hij zag de wereldtentoonstelling van 1933 in Chicago als een gelegenheid om een klein fortuin te maken. Op de wereldexpo ging hij tweehonderd mobiele toiletten uitbaten en ‘Belgian stew and fried potatoes’ verkopen in een pop-up restaurant avant-la-lettre. Hij noemde het Oud België en huurde het, samen met een appartement, van een Amerikaans-Italiaans zakenman met littekens op zijn gezicht die Louis op een avond meenam naar een variététheater waarvan hij eigenaar was. Smets proefde er voor het eerst de cocktail van zingen, dansen, drinken en lachen, en wist op slag waar zijn toekomst lag. Zo'n zaal zou hij in België ook openen. Het Witte Paard was geboren. De naam van de huisbaas: Al Capone.
In 1935 keerde Louis Smets terug naar België om tijdens de Brusselse wereldtentoonstelling een horecazaak uit te baten. In 1936 ging hij vervolgens van start met een eigen showzaal, Het Witte Paard in Blankenberge. Het concept was simpel: eten en drinken terwijl je naar operetteliedjes en Oberbayern muziek luisterde.
Na de Tweede Wereldoorlog werd de muziek moderner, doken er hoe langer hoe meer komische sketches op en werd het de plek waar vele bekende namen uit de Vlaamse en internationale showbizz zouden passeren. Van Gaston en Leo, die er als duo hun debuut maakten tot Will Tura en Helmut Lotti. De familie Smets opende bijhuizen in Knokke en Oostende, en ook daar waren deze bijzonder succesvol. Door aanhoudende klachten over geluidsoverlast ging Het Witte Paard in Knokke eind jaren zeventig dicht. De theaterzaal in Oostende bestond toen al niet meer. De zaal die vooral op Engelse boottoeristen mikte, brandde op 18 april 1974 helemaal af. In de plaatselijke krant ‘De Zeewacht’ stond deze titel: ‘Vlug en kordaat optreden van de brandweer redde de huisbewaarder, en kleinzoon Benny.’
Deze Benny, toen twee jaar oud, is Ben Van De Keybus, de baas van vandaag. Alle zomers van zijn jeugd zou hij slijten in Het Witte Paard, honderden revues zou hij zien, en altijd droomde hij: ‘Ooit wil ik dit allemaal zelf in elkaar steken.’
De gloriedagen bleven niet duren. Vanaf de jaren 1990 staken minder Engelsen het kanaal over door het verminderen en uiteindelijk zelfs wegvallen van de veerbootverbindingen. Het was moeilijk een evenwicht te zoeken tussen investeren en vernieuwen, maar toch het trouwe publiek te behouden. Het Witte Paard slaagde er maar mondjesmaat in om het publiek te verjongen, en verloor de voeling met de tijdsgeest. Eind 2008, na een regenachtige zomer en met concurrentie van een variété-show van Studio100 in Blankenberge, was Het Witte Paard zo goed als failliet.
Zaakvoerder Ben Van Den Keybus heeft er toen al zijn spaarcenten in geïnvesteerd en door zijn grote netwerk heeft hij de revuetempel van het faillissement gered. Toen was er enkel Het Witte Paard en Hotel Pantheon Palace, een hotel dat zijn nonkel had laten bouwen. Van de Keybus kreeg van enkele vrienden het advies om meer hotels te kopen, zodat de combinatie van showtempel en horeca rendabel zou worden. Onder zijn leiding werd ingezet op moderne avondshows, vol technische snufjes als een grote LED-wall, maar ook acts en topstemmen die Van de Keybus in heel Europa zou gaan scouten, met behoud van de ambiance waarvoor Het Witte Paard zo gekend was. Ondertussen wordt Het Witte Paard gezien als één van de leidende revuetempels in Europa, naast zalen als Royal Palace (Kirrwiller), Moulin Rouge (Parijs), Wintergarten (Berlijn) en Palazzo (Mannheim).   
In 2021 werd ondernemer Marc Coucke mede-eigenaar van Het Witte Paard. Zijn investeringsbedrijf Alychlo NV nam 49 procent van de aandelen over. Familie Van Den Keybus bleef met 51 procent hoofaandeelhouder. 
In 2024 werd Het Witte Paard, onderdeel van WP Hotels & Events gerund door zaakvoerder Ben Van Den Keybus en zijn vrouw Ann Fransen. In hetzelfde jaar maakte Jacky Lafon per ongeluk op televisie bekend dat er een bouwaanvraag loopt voor de constructie van een nieuwe, moderne theaterzaal in Blankenberge.

## Generaties
1e generatie
- Louis Smets en Joanna Everdepoel waren de stichters van het Witte Paard in Blankenberge in 1936.

2e generatie
- Gustave Smets (1969) en Rosa Defosse( +1976) , ouders van Jenny
- Livina Smets  (+1987) en Stan Bruyninckx (+ 2002)

3e generatie
- Willy Smets: gestart in 1969 bij overlijden van Staf Smets zijn vader. In het begin enkel Witte Paard in Oostende. Na de brand in Oostende in 1974 deed hij samen met Livina Smets en Stan Bruyninckx de uitbating in Blankenberge
- Jenny Smet: uitbaatster Weinstube Knokke.

4e generatie
- Debby-Kim-Kenneth Smets , kinderen van Willy Smets overgenomen van Willy van 2008 tot 2012.
- Ben Van den Keybus, overgenomen van Willy Smets in 2008, samen met de kinderen van Willy, vanaf 2012 overgenomen van kinderen van Willy Smets.

## Evenementen
Het Witte Paard organiseert het hele jaar door een scala aan evenementen, waaronder dinnershows, variétéoptredens, musicals en comedyshows. Het theater trekt zowel lokale als internationale artiesten en publiek aan en staat bekend om zijn hoogwaardige producties en professionele uitvoeringen.
In de zomermaanden organiseert het intern productiehuis Cheval Blanc Productions twee zomershows. Een middagshow en een avondshow zorgen ervoor dat Het Witte Paard de zomer lang entertainment en ambiance kan bieden. De middagshow staat bekend om zijn humor en ambiance, waar vaste artieste Jacky Lafon zorgt voor humoristische sketches. Tijdens de winterperiode kan het publiek ook nog eens genieten van een wintershow.
Daarnaast kan je in de andere maanden van het jaar terecht in Het Witte Paard voor hun prestigieuze WP The Dinnershows. Daar kan je terecht voor een avond vol entertainment en show, terwijl je geniet van een culinair driegangenmenu.

## Bekende artiesten
Gedurende zijn lange geschiedenis heeft Het Witte Paard vele bekende artiesten en acts verwelkomd.

### Comedians, cabaretiers en komieken
- Gaston & Leo
- Jacky Lafon
- Dirk Van Dyke
- Nele Goossens
- Daisy Thys
- Peter Thyssen
- Henk Van Montfoort

### Zangers & muziekgroepen
- De Strangers
- Will Tura
- Helmut Lotti
- Patrick Onzia
- Sandrine
- Wendy Van Wanten
- Ianthe Tavernier
- Lissa Lewis
- David Van Dyck
- Anke Goergen
- Jens Broes
- Lien Van den Bossche
- Jan Wuytens
- Martijn Claes
- Célien Hermans
- Coco Jr.
- Maarten Cox
- Sasha Rosen

### Internationale zangers & groepen
- The Gibson Brothers
- Katrina & The Waves
- Johnny Logan
- Rob De Nijs
- The Three Degrees
- Ottawan
- Peter Koelewijn

### Internationale acts
- Pellegrini Brothers
- Popov

## WP Hotels & Events
Het Witte Paard is onderdeel van het bedrijf WP Hotels & Events.